# Bar (poisson)
Pour les articles homonymes, voir bar, Loup (homonymie) et Loup de mer.
Taxons concernés
Dans la famille des Moronidae
- Dans le genre Dicentrarchus
  - Dicentrarchus labrax
  - Dicentrarchus punctatus
- Dans le genre Morone
  - Morone americana
  - Morone chrysops
  - Morone saxatilis

Dans la famille des Sciaenidae
- Dans de genre Pseudotolithus
  - Pseudotolithus senegalensis
  - Pseudotolithus typus

Et aussi : 

Dans la famille des Lateolabracidae
- Dans le genre Lateolabrax
  - l'espèce Lateolabrax japonicus

Dans la famille des Polyprionidae
- Dans le genre Stereolepis
  - l'espèce Stereolepis gigas

Dans la famille des Serranidae
- Dans le genre Serranus
  - l'espèce Serranus cabrilla
  - l'espèce Serranus scriba

Appellations commerciales :

Dans la famille des Serranidae
- Dans le genre Epinephelus
  - Epinephelus marginatus
  - Epinephelus caninusmodifier

Bar est un nom vernaculaire ambigu désignant en français certains poissons, essentiellement de la famille des Moronidés. Le terme de « bar » désigne principalement deux espèces : le bar commun (Dicentrarchus labrax) et le bar tacheté (Dicentrarchus punctatus).

## Physiologie, comportement et écologie
Les caractéristiques générales des bars sont celles des poissons, principalement de la famille des Moronidae ou bien des Sciaenidae, avec des nuances pour chaque espèce : voir les articles détaillés pour plus d'informations sur leur description ou leur mode de vie.

## Origine du nom
Le mot « bar » vient du germanique bars, ce qui veut dire pointe, en référence aux dangereuses épines dorsales de ce poisson.
Le bar commun est surnommé « loup » ou « perche de mer », dans la région méditerranéenne. Cependant, les mots bar et loup ne sont pas complètement synonymes puisque loup désigne aussi les poissons du genre Anarhichas, qui sont eux uniquement appelés loups.

## Noms français et noms scientifiques correspondants

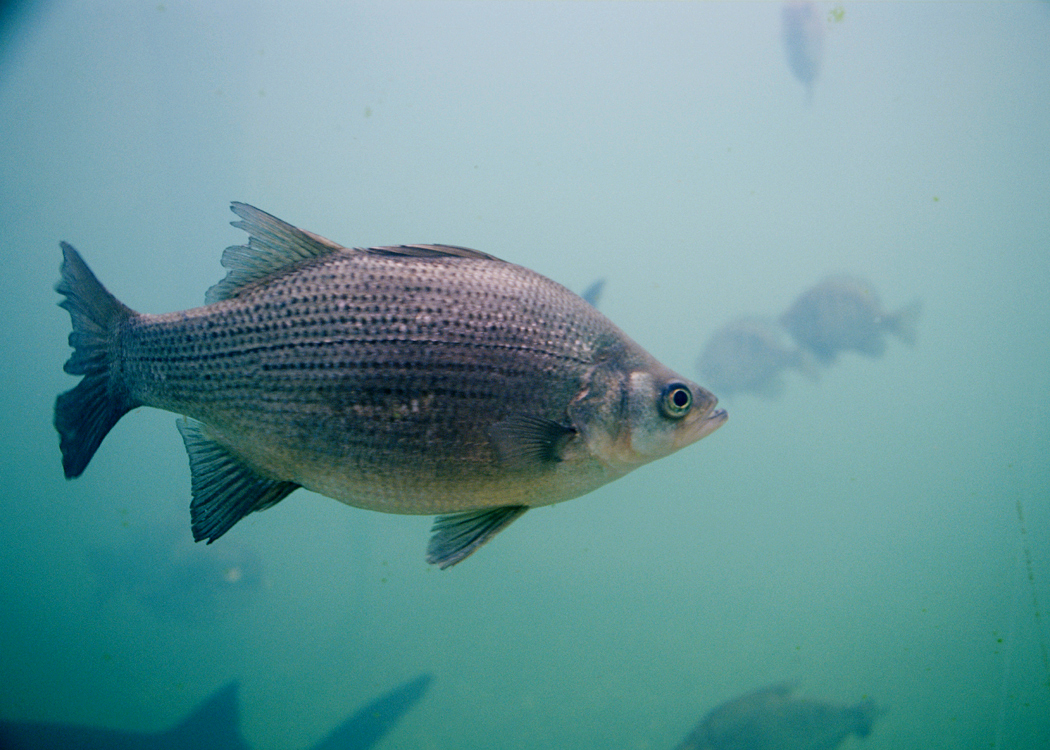
Bar blanc.

Liste alphabétique de noms vulgaires ou de noms vernaculaires attestés en français.

Note : certaines espèces ont plusieurs noms et, les classifications évoluant encore, certains noms scientifiques ont peut-être un autre synonyme valide. 
En gras, les espèces les plus connues des francophones.
- Bar, Bar commun, bar européen, bar franc, loup, louvine[2], loubine - Dicentrarchus labrax[3]
- Bar tacheté, bar moucheté, pigaye[2], pigate[2] - Dicentrarchus punctatus[3]
- Bar d'Amérique, bar rayé - Morone saxatilis ou l'hybride (Morone chrysops ×Morone saxatilis)[3]
- Bar blanc - Morone chrysops[3]
- Bar blanc d'amérique, baret, perche blanche, bar-perche ou petit bar - Morone americana[3]
- Bar gigantesque, bar noir - Stereolepis gigas[3]
- Bar du Japon, bar japonais - Lateolabrax japonicus[3]
- Bar à nageoires noires - Lateolabrax latus[3]
- Bar noir, Bar d'Amérique - Micropterus salmoides[3]
- Bar noir à petite bouche, Bar d'Amérique à petite bouche - Micropterus dolomieu[3]

### Appellations commerciales
Il ne faut pas confondre les noms d'espèces nommées « bar » avec les appellations commerciales suivantes :
- Bar de ligne : bar commun sauvage (Dicentrarchus labrax)  pêché à la ligne en mer et qui a fait l'objet d'une écolabellisation dans les années 1990[4].
- Bar noir : nom donné parfois sur les étals de poissonniers et dans la restauration aux mérous noirs[5][source insuffisante].